# Yessenia López
Pour les articles homonymes, voir López.
Yessenia Andrea López López, née le 20 octobre 1990 à Viña del Mar, est une footballeuse chilienne. Elle évolue au poste de milieu de terrain à Colo-Colo et en sélection chilienne.

## Biographie

### Carrière en club
Yessenia López commence sa carrière avec le Poblacional 89 à Viña del Mar. Des années après, en 2009, elle s'engage au club d'Everton, avec lequel elle dispute la finale de la Copa Libertadores féminine en 2010.
Lors de la saison 2018-19, Yesenia évolue au Sporting Club de Huelva en première division espagnole.
Elle retourne au Chili en mai 2019, à Colo-Colo.

### Carrière en sélection nationale
En tant que joueuse de la sélection du Chili, elle se classe deuxième de la Copa América féminine 2018.
Elle fait partie des 23 joueuses chiliennes convoquées pour disputer la Coupe du monde 2019 organisée en France.

## Palmarès
- Deuxième de la Copa América en 2018 avec l'équipe du Chili
- Finaliste de la Copa Libertadores en 2010 avec Everton